# میخاو چیشلاک
میخاو چیشلاک (انگلیسی: Michał Cieślak؛ زادهٔ ۶ سپتامبر ۱۹۶۸) اهل لهستان است.